# Neurigona lobata
Neurigona lobata är en tvåvingeart som beskrevs av Octave Parent 1935. Neurigona lobata ingår i släktet Neurigona och familjen styltflugor. Inga underarter finns listade i Catalogue of Life.